# اوپال تومتی
اوپال تومتی (انگلیسی: Opal Tometi؛ زادهٔ ۱۵ اوت ۱۹۸۴) کنشگر، نویسنده اهل ایالات متحده آمریکا است.
وی همچنین برندهٔ جوایزی همچون ۱۰۰ زن بی‌بی‌سی شده‌است.